# Campeonato Mundial de Escalada de 2016
El XIV Campeonato Mundial de Escalada se celebró en París (Francia) entre el 14 y el 18 de septiembre de 2016 bajo la organización de la Federación Internacional de Escalada Deportiva (IFSC) y la Federación Francesa de Deportes de Escalada.
Las competiciones se realizaron en la AccorHotels Arena de la capital francesa.

## Medallistas

### Masculino
| Evento             | Oro                                | Plata                                    | Bronce                                |
| ------------------ | ---------------------------------- | ---------------------------------------- | ------------------------------------- |
| Dificultad (18.09) | Adam Ondra · República Checa · Top | Jakob Schubert · Austria · 42+           | Gautier Supper Francia 41             |
| Velocidad (17.09)  | Marcin Dzieński · Polonia          | Reza Alipour Irán                        | Alexandr Shikov · Rusia               |
| Bloques (17.09)    | Tomoa Narasaki Japón 3T6 4b7       | Adam Ondra · República Checa · 3T11 4b10 | Manuel Cornu Francia 2T9 3b8          |
| Combinada (18.09)  | Sean McColl · Canadá · 7 pts.      | Manuel Cornu Francia 10 pts.             | David Firnenburg · Alemania · 15 pts. |

### Femenino
| Evento             | Oro                                   | Plata                                   | Bronce                          |
| ------------------ | ------------------------------------- | --------------------------------------- | ------------------------------- |
| Dificultad (17.09) | Janja Garnbret Eslovenia Top          | Anak Verhoeven · Bélgica · Top          | Mina Markovič Eslovenia 43+     |
| Velocidad (18.09)  | Anna Tsyganova · Rusia                | Anouck Jaubert Francia                  | Yuliya Kaplina · Rusia          |
| Bloques (18.09)    | Petra Klingler · Suiza · 3T4 4b6      | Miho Nonaka Japón 3T9 4b9               | Akiyo Noguchi Japón 2T2 4b7     |
| Combinada (18.09)  | Yelena Krasovskaya · Rusia · 8,5 pts. | Claire Buhrfeind Estados Unidos 11 pts. | Charlotte Durif Francia 11 pts. |

## Medallero
| Núm. | País            | Oro | Plata | Bronce | Total |
| ---- | --------------- | --- | ----- | ------ | ----- |
| 1    | Rusia           | 2   | 0     | 2      | 4     |
| 2    | Japón           | 1   | 1     | 1      | 3     |
| 3    | República Checa | 1   | 1     | 0      | 2     |
| 4    | Eslovenia       | 1   | 0     | 1      | 2     |
| 5    | Canadá          | 1   | 0     | 0      | 1     |
| 5    | Polonia         | 1   | 0     | 0      | 1     |
| 5    | Suiza           | 1   | 0     | 0      | 1     |
| 8    | Francia         | 0   | 2     | 3      | 5     |
| 9    | Austria         | 0   | 1     | 0      | 1     |
| 9    | Bélgica         | 0   | 1     | 0      | 1     |
| 9    | Estados Unidos  | 0   | 1     | 0      | 1     |
| 9    | Irán            | 0   | 1     | 0      | 1     |
| 13   | Alemania        | 0   | 0     | 1      | 1     |
|      | TOTAL           | 8   | 8     | 8      | 24    |